# Comuna de Bledzew
Bledzew (polaco: Gmina Bledzew) é uma gminy (comuna) na Polónia, na voivodia da Lubúsquia e no condado de Międzyrzecki. A sede do condado é a cidade de Bledzew.
De acordo com os censos de 2004, a comuna tem 4632 habitantes, com uma densidade 18,7 hab/km².

## Área
Estende-se por uma área de 247,58 km², incluindo:
- área agricola: 35%
- área florestal: 57%

## Demografia
Dados de 30 de Junho 2004:
|                      | Total   | Total | Mulheres | Mulheres | Homens  | Homens |
| -------------------- | ------- | ----- | -------- | -------- | ------- | ------ |
|                      | pessoas | %     | pessoas  | %        | pessoas | %      |
| População            | 4632    | 100   | 2281     | 49,2     | 2351    | 50,8   |
| Densidade (pop./km²) | 18,7    | 100   | 9,2      | 9,2      | 9,5     | 9,5    |

De acordo com dados de 2002, o rendimento médio per capita ascendia a 1692,87 zł.

## Subdivisões
- Bledzew, Chycina, Goruńsko, Nowa Wieś, Osiecko, Popowo, Sokola Dąbrowa, Stary Dworek, Templewo, Zemsko.

## Comunas vizinhas
- Deszczno, Lubniewice, Międzyrzecz, Przytoczna, Skwierzyna, Sulęcin